# Cyril Pedrosa
Cyril Pedrosa (Poitiers, 22 novembre 1972) è un disegnatore e fumettista francese.

## Biografia
Pedrosa inizia ad appassionarsi al disegno durante gli anni dell'adolescenza, e per tale ragione studia presso la scuola di animazione parigina di Gobelins. Inizierà a lavorare presso gli studi francesi della Disney Animation, lavorando come intervallista e assistente animatore in varie opere fra cui Il gobbo di Notre Dame ed Hercules.
In seguito al suo incontro con David Chauvel, nel 1998 Pedrosa inizia a lavorare alla serie a fumetti Ring Circus, realizzando le scene e colori, a cui segue Les Aventures spatio-temporelles de Shaolin Moussaka.
Nel 2006, Cyril Pedrosa disegna Cuori solitari e nel 2007 Tre ombre. Partecipa inoltre alla realizzazione della fanzine Il Ghiottone. Partecipa con Cassinelli e Holbe un sito di fumetti libero (2004-2007) 1. Dal 2008, ha pubblicato nel Fluide glaciale romanzo autobiografico (e molto concentrato sul suo amore-odio per il "boboïtude" e il movimento biologico): Autobio.
Insieme a Gwen de Bonneval, Bruno e Fabien Vehlmann, Pedrosa è uno dei fondatori della rivista di animazione digitale Professor Ciclope.
Nel 2011 ha pubblicato la sua opera di maggior successo: Portugal, che ha valso all'autore svariati riconoscimenti internazionali, come Prix De la BD Fnac ad Angoulême nel 2012. Fanno seguito Gli equinozi (2015) e L'età dell'oro (2018), prima parte di una storia che Pedrosa ha scritto insieme all'autrice Roxanne Moreil.

## Riconoscimenti
- Premio des Essentiels d'Angoulême 2008, per Tre ombre (Delcourt).
- Premio Tournesol 2009 per Autobio, volume 1 (Fluide Glacial).
- Premio Le Point 2011[1], per Portugal (Dupuis).
- Prix de la BD Fnac 2012[2] per Portugal.
- Premio Sheriff d'or 2011 de la librairie Esprit BD per Portugal.
- Premio Bédélys Monde 2011 per Portugal.
- Premio Gran Guinigi 2012 come Miglior Disegnatore.[3]